# تان وي شو
تان وي شو (بالملايوية: Tan Wei Shu)‏ هو سياسي ماليزي، ولد في 8 فبراير 1956 في ماليزيا.